# Neuvillers-sur-Fave
Neuvillers-sur-Fave település Franciaországban, Vosges megyében. Lakosainak száma 357 fő (2022. január 1.). Neuvillers-sur-Fave Bertrimoutier, Combrimont, Frapelle, Nayemont-les-Fosses, Pair-et-Grandrupt és Raves községekkel határos.

## Népesség
A település népességének változása:
| Lakosok száma | 345  | 343  | 349  | 339  | 344  | 349  | 354  | 354  | 357  |
|               | 2013 | 2015 | 2016 | 2017 | 2018 | 2019 | 2020 | 2021 | 2022 |